# Claude Mandil
Claude Mandil (né à Lyon le 9 janvier 1942) est un ingénieur et administrateur d'entreprises français.

## Biographie
Il est diplômé de l'École polytechnique, sorti classé 8e de la promotion X 1961 ; de 1964 à 1967, il est ingénieur-élève corpsard à l'École des mines de Paris.
Il travaille d'abord comme ingénieur dans l'Administration des mines, dans les régions Bretagne et Lorraine, de 1967 à 1974.
Jérôme Monod, qui était alors patron de la DATAR, nomme Claude Mandil en 1974 au poste très en vue de chargé de mission pour les affaires industrielles au siège de la DATAR, qu'il occupe jusqu'en 1977. La France se débat alors dans une crise économique avec de nombreuses fermetures industrielles, et Monod fait créer le CIASI (Comité interministériel d’aménagement des structures industrielles) en 1975. Claude Mandil contribue activement à la préparation des dossiers de restructuration soumis à ce Comité. 
De 1978 à 1981, il est nommé directeur interdépartemental de l'industrie et de la recherche à Nantes ; en outre, lorsque Christian Marbach réforme l'ANVAR en 1979, il est nommé délégué régional de l'ANVAR pour les Pays de la Loire. 
En 1981, il devient conseiller technique chargé des questions industrielles au cabinet du Premier ministre, Pierre Mauroy. 
En 1983, il devient directeur de l’Institut de développement industriel (IDI), une banque publique d’investissement, avant d'y être nommé PDG en janvier de l'année suivante. Il quitte cette entreprise en 1988, après en avoir organisé la reprise par ses salariés. 
En 1988 il est nommé directeur général du Bureau de recherches géologiques et minières (BRGM). 
À partir de 1990, il est directeur général de l’Energie et des Matières Premières au ministère de l’Industrie,. Dans cette fonction, il représente la France au groupe de travail du G7 sur la sûreté nucléaire, dont il devient le président. Il négocie le retour de la France au sein de l'Agence internationale de l'énergie en 1991. Il est également pendant un an le président du conseil de direction de l'Agence internationale de l'énergie. 
En 1994, il publie un rapport dans lequel il recommande la suppression des monopoles de production d'électricité, et d'importation ou d'exportation d'électricité et gaz, et qui en outre recommande le développement de relations internationales d'EDF et de GDF.
Il est nommé directeur général délégué de Gaz de France en octobre 1998, puis président de l’Institut français du pétrole en avril 2000,.
Claude Mandil quitte ses fonctions de président de l’Institut français du pétrole en février 2003, date à laquelle il a été remplacé par Olivier Appert.
De février 2003 à septembre 2007, il est directeur exécutif de l'Agence internationale de l'énergie (AIE), où il est ensuite remplacé par Nobuo Tanaka (en). Pendant son mandat, il plaide pour les économies d'énergie, la réduction des émissions de CO2, la répercussion du coût de l'énergie sur le consommateur final. 
En aout 2009, il est nommé membre de la commission Juppé-Rocard sur le grand emprunt national.
En 2011, il est vice-président d'un groupe consultatif ad hoc dit « Feuille de route énergie 2050 » auprès de la Commission européenne. Les travaux de ce groupe ont servi à élaborer un document de la Commission (de 24 pages) intitulé : Feuille de route pour l'énergie à l'horizon 2050.
En 2012, il est coauteur avec l'économiste Jacques Percebois d'un rapport (dit « Rapport Energies 2050 »,) commandé par le ministre Éric Besson, visant à étudier les options énergétiques suivantes : prolonger la durée de vie du parc nucléaire existant, accélérer le passage à une troisième, ou quatrième génération nucléaire, réduire progressivement l'utilisation du nucléaire ou la sortie complète du nucléaire.

## Mandats sociaux
- Administrateur de Total SA

Anciens mandats
- Président de l'Institut français du pétrole
- Directeur exécutif de l'Agence internationale de l'énergie

## Publications
- Dossier : Les guerres du pétrole / Olivier APPERT; Christophe-Alexandre PAILLARD; CHALABI; Cédric DE LESTRANGE; Chris LAMBERT; Philippe LOREC; Fabrice NOILHAN; Claude MANDIL in Géoéconomie (GEOCONOMIE N°38, Eté 2006)  (EAN 136-0100000003)
- Co-auteur de L'avenir du pétrole[16].